# Ayn Rand
Ayn Rand (født 2. februar 1905 i Sankt Petersborg, død 6. marts 1982 i New York), født Alisa Sinovjevna Rosenbaum (russisk:Алиса Зиновьевна Розенбаум ) var en russisk/amerikansk forfatter og filosof, bedst kendt for sin filosofi "objektivisme" og bøgerne Kun den stærke er fri (engelsk: The Fountainhead) og - og verden skælvede
(engelsk: Atlas Shrugged).

## Tidligt liv
Hun blev født i Sankt Petersborg i Rusland som den ældste af tre døtre af en jødisk sekulær familie. Hendes forældre var Sinovij Sakharovitj Rosenbaum og Anna Borisovna Rosenbaum, og hendes to yngre søstre var Natasja (1907) og Eleanora "Nora" (1910). I tolvårsalderen var hun vidne til Kerenskij-revolutionen, som hun støttede, og den russiske revolution i 1917, hvor hun tog afstand fra bolsjevik-partiet. Hendes fars apotek blev konfiskeret af sovjetterne, og familien levede i ren nød og boede i en periode på Krim. Da de vendte tilbage til Petrograd, som hjembyen nu var omdøbt til, fik Ayn Rand i det mindste en gratis universitetsuddannelse i filosofi og historie. Da hun aflagde sin eksamen i 1924, var ytringsfriheden helt undergravet af kommunisterne, der havde overtaget af universitetet. Rand søgte tilflugt i film og skuespil fra Vesten, og i 1924 begyndte hun ved fakultetet for dramaturgi for at studere til filmmanuskriptforfatter.  I 1925 emigrerede hun til USA, mens resten af familien, på nær Eleanora, døde under anden verdenskrig. Eleanora døde i 1999.
Fra en tidlig alder fattede Ayn Rand interesse for litteratur og film, og i barndommen læste hun mange af de klassiske romantiske forfattere, Walter Scott, Alexandre Dumas, Victor Hugo – senere kaldte hun Hugo som sin yndlingsforfatter. I sine studier var hun mest optaget af Edmond Rostand, Friedrich Schiller og Fjodor Dostojevskij, såvel som Nietzsche (Således talte Zarathustra) og især Aristoteles (Organon (Logik)) som hun anså som verdenshistoriens mest afgørende filosof. I 1925 fik hun visum til USA for at besøge sin familie, og efter et kort ophold hos slægtninge i Chicago besluttede hun sig for aldrig at vende tilbage til Sovjet – hvis kommunistiske regime hun afskyede. I stedet tog hun til Los Angeles/Hollywood for at forsøge sig som filmmanuskriptforfatter og ændrede i den forbindelse sit navn til "Ayn Rand". "Ayn" er en tilpasning af det finske navn "Aino" og "Rand" af hendes efternavn, Rosenbaum.
I Hollywood begyndte Rand at tage forefaldende arbejde. Det var her hun som statist i en indspilning af Cecil B. DeMilles King of Kings i 1927 opsøgte skuespilleren Frank O'Connor.  De blev gift i 1929, og i 1931 blev Rand amerikansk statsborger.

## Karriere
Hendes første succes som forfatter kom i 1932 med salget af filmmanuskriptet Red Pawn til filmselskabet Universal Studios. I 1934 skrev hun stykket The Night of January 16th som hun havde stor succes med, og i 1936 udgav hun romanerne Vi der lever (originaltitel: We the Living, på dansk 1945) og i 1938 Anthem. Især pga. det anti-kommunistiske tema i Vi der lever (selvbiografisk beskrivelse af det kommunistiske regimes brutalitet) og det politiske klima i 1930'erne, hvor amerikanske intellektuelle ofte var pro-kommunistiske og forblændet af Sovjet, var bøgerne svære at få udgivet og blev dårligt modtaget med megen negativ omtale til følge. Anthem kunne ikke engang udgives i USA, men måtte udgives af et engelsk forlag. Ayn Rand beskriver selv Vi der lever som sin mest selvbiografiske roman, men hverken Vi der lever eller Anthem - skrevet, før hun fandt sin egen stil - kan betegnes som repræsentative for hendes forfatterskab. Vi der lever blev uden Ayn Rands tilladelse filmatiseret i Italien som Noi vivi og Addio, Kira, men blev dog hurtigt censureret, efter det blev åbenbart for fascisterne, at de var lige så antifascistiske som de var antikommunistiske. Filmene blev genredigeret med Ayn Rands tilladelse og genudgivet i 1986.
I 1935 påbegyndte Ayn Rand manuskriptet til Kun den stærke er fri (originaltitel: The Fountainhead), som i modsætning til Vi der lever’s politiske tema tog udgangspunkt i etiske dilemmaer; frihed, uafhængighed og personlig integritet. Bogens hovedperson, Howard Roark, er den første af Ayn Rands gennemgående arketype af den ideelle mand, der gennem personlig integritet og stræben formår at sætte sine ideer igennem. Kun den stærke er fri tog syv år at færdiggøre og var som hendes tidligere bøger ualmindelig svær at få udgivet. 12 forlag afviste Kun den stærke er fri, før den i 1943 blev antaget af Bobbs-Merrill. Men trods disse besværligheder og dårlig modtagelse af kritikere og intellektuelle begyndte salget langsomt at stige hovedsageligt gennem mund-til-mund-anbefalinger og endte med at blive en verdensomspændende bestseller, der gav Ayn Rand varig økonomisk uafhængighed. Kun den stærke er fri blev filmatiseret i 1949 med Gary Cooper og Patricia Neal i hovedrollerne, en film, Ayn Rand selv skrev manuskriptet til.

### Vidner mod kommunistisk infiltration
Under McCarthy-perioden vidnede hun om, hvad hun så som kommunistisk infiltration i Hollywood.
Ayn Rands største og mest ambitiøse bog, Og verden skælvede (Atlas Shrugged) påbegyndt 1946, blev allerede ved udgivelsen i 1957 på forlaget Random House en international bestseller. Og verden skælvede anses som hendes mest gennemførte og komplette udførelse i fiktion af filosofien objektivisme og i appendikset til Og verden skælvede findes denne korte opremsning af hendes filosofi:
"Min filosofi er i sin essens konceptet af mennesket som heroisk skabning med egen lykke som moralsk formål med livet, med produktiv skabelse som sin mest noble aktivitet og fornuft som det eneste absolutte."
Bogens tema er menneskets rolle i samfundet. Ayn Rand opstiller den kapitalistiske iværksætter og industrialist som et af samfundets mest ærværdige medlemmer og modsatte sig af alle kræfter den populære dæmonisering af samme. I Og verden skælvede forestiller hun sig således en verden, hvor statens stigende regulering, nationalisering og beskatning af erhvervslivet, får de amerikanske industrialister til at strejke og trække sig tilbage fra samfundet, hvorefter den amerikanske økonomi langsomt, men sikkert, begynder at kollapse, godt hjulpet af statens forsøg på at afhjælpe problemet gennem endnu flere restriktioner på en allerede restriktiv økonomi. På trods af bogens centrale politiske omdrejningspunkt, tager den også så forskellige emner op som sex, musik, medicin og menneskelig kunnen.
Om Medicare, USAs gratis sygeforsikring for pensionister, sagde Rand, at "der er ingen moralsk forskel på dette system og en bankrøver, der dræber vagterne for at skaffe sig en villa, en lystbåd og champagne... bortset fra, at der er flere ofre, der rammes, for at betale Medicare." Rand var også stærkt imod, at samfundet bekoster skolegang for udviklingshæmmede børn. Som hun udtrykte det: "Egoisme er en dyd!" 
Og verden skælvede blev Ayn Rands sidste skønlitterære værk. Under arbejdet flyttede hun og hendes mand til New York, hvor Ayn Rand kom i forbindelse med personer, der var havde fattet interesse for hendes filosofiske tanker. Sammen skabte de objektivismebevægelsen til udbredelse af hendes filosofi. De var bl.a. Nathaniel Branden, hans kone Barbara, Leonard Peikoff og Alan Greenspan – senere USA's centralbankdirektør.
Rand var afhængig af amfetamin  og kæderøg. I 1974 blev hun opereret for lungekræft. Hendes økonomi kunne ikke klare de voksende lægeregninger, og i 1976 overtalte socialarbejderen Evva Pryor hende til at bede om hjælp fra det Medicare, som hun havde talt så nedsættende om. Objektivismens egentlige hensigt var at retfærdiggøre rigdom, bortforklare fattigdom og fremstille Hobbes' "alles krig mod alle" som et samfundsideal. 
I 1960'erne og 1970'erne skrev hun og holdt foredrag om sin filosofi. Hendes essays blev for størstedelen udgivet i tidsskriftet The Objectivist Newsletter (1962–1965), senere det større The Objectivist, (1966–1971), og til slut The Ayn Rand Letter (1971-1976)
Hendes mand døde i 1979. Ayn Rand døde den 6. marts 1982 i sin lejlighed i New York. Hun ligger begravet på Kensico-kirkegården i Valhalla i New York, ved siden af sin mand.

## Ayn Rand-renæssance
Atlas Shrugged udkom første gang i 1957. I alt er der solgt henved 7 millioner eksemplarer. 
For nogle år siden kunne man få Atlas Shrugged gratis tilsendt fra Saxo Bank.  I 2008-13 blev der uddelt ca. 15.000 eksemplarer af bogen, som banken genudgav med forord af bankejerne Lars Seier Christensen og Kim Fournais. 

### Skønlitteratur
- Night of January 16th (1934)
- Vi der lever (We The Living) (1936) udgivet i Danmark af Høst & Søns Forlag
- Anthem (1938) ("Hymne")
- Kun den stærke er fri (The Fountainhead) (1943) udgivet i Danmark af Høst & Søns Forlag
- Og verden skælvede (Atlas Shrugged ) (1957)
- Three Plays (udgivet posthumt 2005)

### Faglitteratur
- For the New Intellectual (1961)
- The Virtue of Selfishness (med Nathaniel Branden) (1964)
- Capitalism: The Unknown Ideal (med Nathaniel Branden, Alan Greenspan, og Robert Hessen) (1966)
- Introduction to Objectivist Epistemology (1967)
- The Romantic Manifesto (1969)
- The New Left: The Anti-Industrial Revolution (1971)
- Philosophy: Who Needs It (1982)
- The Early Ayn Rand (udgivet posthumt, redigeret og kommenteret af Leonard Peikoff) (1984)
- The Voice of Reason: Essays in Objectivist Thought (udgivet posthumt, redigeret af Leonard Peikoff; yderligere essays af Leonard Peikoff og Peter Schwartz) (1989)
- Introduction to Objectivist Epistemology second edition (udgivet posthumt, redigeret af Harry Binswanger; yderligere materiale af Leonard Peikoff) (1990)
- Letters of Ayn Rand (udgivet posthumt, redigeret af Michael S. Berliner) (1995)
- Journals of Ayn Rand (udgivet posthumt, redigeret af David Harriman) (1997)
- Ayn Rand's Marginalia : Her Critical Comments on the Writings of over Twenty Authors (udgivet posthumt, redigeret af Robert Mayhew) (1998)
- The Ayn Rand Column: Written for the Los Angeles Times (udgivet posthumt, redigeret af Peter Schwartz) (1998)
- Russian Writings on Hollywood (udgivet posthumt, redigeret af Michael S. Berliner) (1999)
- Return of the Primitive: The Anti-Industrial Revolution (udgivet posthumt, udvidet udgave af The New Left; redigeret og med yderligere essays af Peter Schwartz) (1999)
- The Art of Fiction (udgivet posthumt, redigeret af Tore Boeckmann) (2000)
- The Art of Nonfiction (udgivet posthumt, redigeret af Robert Mayhew) (2001)
- The Objectivism Research CD-ROM (udgivet posthumt, samling af de fleste af Rands værker på CD-ROM) (2001)
- Ayn Rand Answers (udgivet posthumt 2005)